# ハンヴィー
ハンヴィー（HMMWV: High Mobility Multipurpose Wheeled Vehicle=高機動多用途装輪車両, Humvee）は、アメリカ軍向けにAMゼネラルが製造した汎用四輪駆動車・M998、及びその発展型軍用車両の総称。ジープ系四輪駆動車の更新用車両として1985年から配備が始まった。

## 概要
M151に代わる軍用の汎用輸送車両として1970年代より検討が開始された。1979年に発注仕様が固まり、AMゼネラル（アメリカン・モーターズの軍用車部門。ルノーとの合弁に際し1982年分離独立）が試作車を製造する事となった。これが採用され、1985年より量産が開始された。
初の実戦投入は1989年のパナマ侵攻においてである。1991年の湾岸戦争では大量に投入され、国際的に認知されるようになった。なお、1995年からは能力向上型 (Expanded capacity) の生産も開始されている。
追加装備にM2重機関銃、荷物牽引用ウインチ、追加用の装甲板が存在し、改良型のM1025、M1043/M1044では追加武装として、M2重機関銃に加えMk.19 グレネードランチャー、M240汎用機関銃、M249軽機関銃が追加された。また、M134 ミニガンを装備した車両も存在する。
アメリカ軍の部隊、特に独自の要求を持った特殊部隊では、用途に合わせた改造を施している。そのため、海兵隊や海軍特殊部隊が戦線に配備されると、まずは陸軍が置いて行ったハンヴィーの改造から始める事もあるとされる。隊員たちは溶接や加工まで含めた大掛かりな作業も行い、純正車両には載らないはずの武器を搭載したり、座席の配置を変更することも多々ある。非公式な仕様は何通りにもなり、中には、急ぎの改造で座席に事務用椅子が使われているものまであり、それぞれ隊員達が好きな名前を付けて呼んでいる。
仕様の異なる榴弾砲の牽引車両や救急車、BGM-71 TOW対戦車ミサイル搭載車両なども存在し、特にTOWについては、M151では弾薬や人員を2台に分乗させる必要があり、非効率だったのを受けて、ハンヴィーの設計要求に1台でTOW運用機材・人員を全て収めることが含まれていた。
ソマリア内戦などでは市街戦において装甲の脆弱性が問題となり、新たに装甲追加キットや強化改良仕様車が開発された。さらに、イラク戦争では地雷やIEDに対する脆弱性も問題となり、装甲強化型（M1114、M1151など）への更新や機関銃手の防護キット（OGPK）、あるいは遠隔式銃塔（M153 CROWS II）の追加装着などが行われたが、これでも防御力は充分とはならず、こういった低強度紛争（LIC）に対応したMRAP（耐地雷待ち伏せ防護）車両への置き換えが進められている。
イスラエル国防軍では独自に改造を施した多種類の車両を運用しており、装甲強化改造を施したタイプは角張った形状のキャビンが特徴的である。
1992年、自家用のハンヴィーを求めていた俳優のアーノルド・シュワルツェネッガーの働きかけにより、ハンヴィーの民間仕様となる「ハマー」（HUMMER）がAMゼネラルから発売。1999年にハマーブランドがゼネラルモーターズに売却された後もAMゼネラルが製造を担当し、「ハマー・H1」として2006年まで販売された。アメリカ軍では不要となったハンヴィーを民間に払い下げており、ナンバーを取得し公道を走行することも可能である。
アメリカ軍は、2000年代中旬頃からハンヴィーの後継となるJLTVの選定計画を進めており、2015年8月に、オシュコシュ社のL-ATVがJLTVの車種に選定された。L-ATVは2018年から2030年代にかけてアメリカ陸軍、海兵隊に総計53,582両が調達される予定である。しかし当初のJLTV計画では全てのハンヴィーを更新する予定であったが、その後、装甲型ハンヴィーを中心に更新する方針に変更されている。
2014年、ISILがイラクへ侵攻した際には、士気が低かったイラク治安部隊側が武器を放棄して撤退する事例が続出。モースルをめぐる攻防だけでも2,300台のハンヴィーがISIL側に鹵獲された（全て稼働可能状態であったかは不明）。2015年、ISILがイラクから流出した相当数のハンヴィーやM1117装甲警備車を所有していることが確認されている。さらにアフガニスタンでは2021年ターリバーン攻勢が本格化すると、士気が低下していた政府軍が次々と投降。ターリバーンは大量のハンヴィーなどの車両を鹵獲した。
2022年ロシアのウクライナ侵攻を受けアメリカがウクライナに2000両を供与している。

## 各型

### 主要型

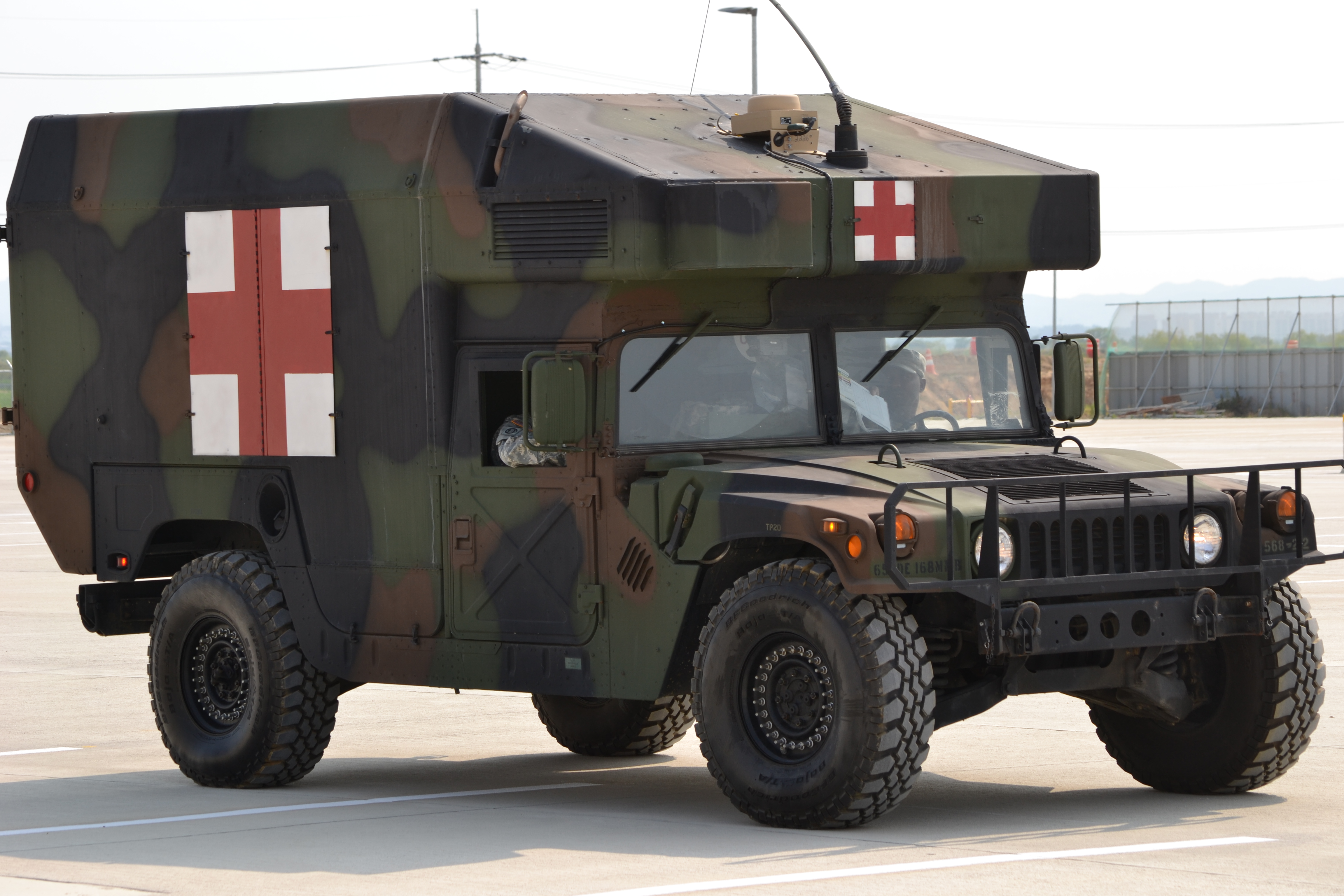
救急車型のM997

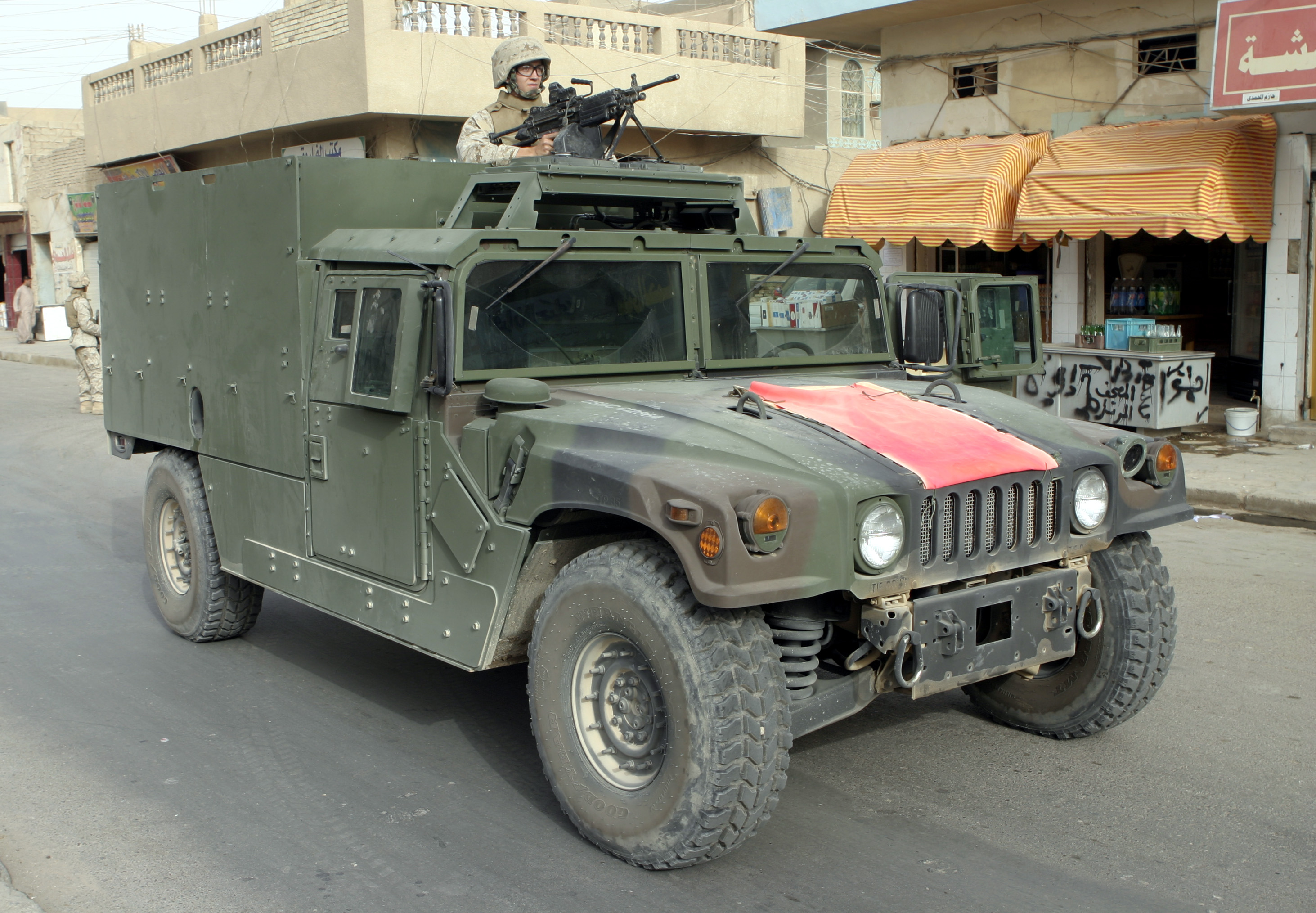
後部スペースを装甲板で補強したM998カーゴ

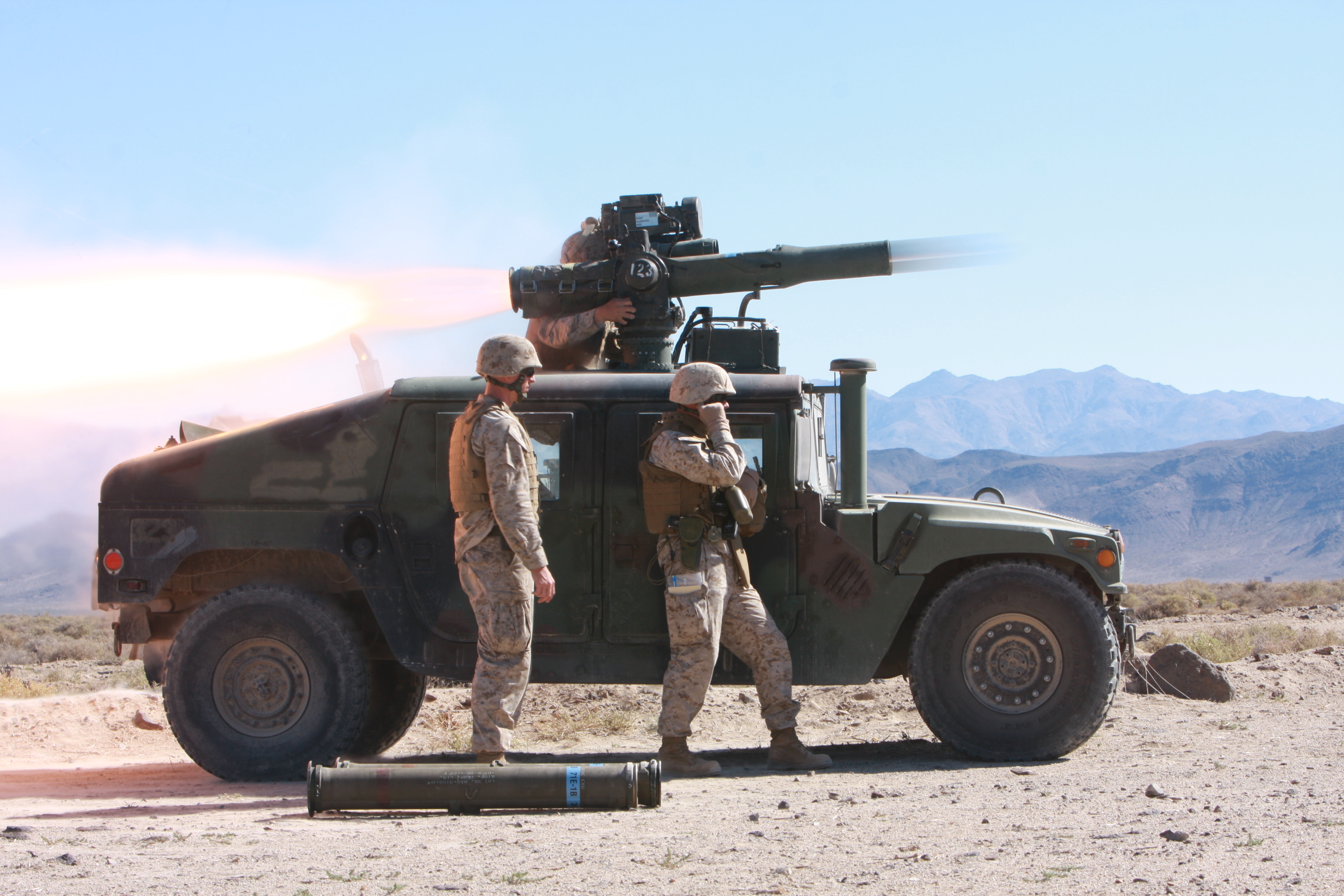
M966
BGM-71 TOW対戦車ミサイル搭載型。
M996
野戦救急車型、装甲付き。担架2台または負傷者6名を収容可。
M997
野戦救急車型、装甲付き。担架4台または負傷者8名を収容可。
M998
貨物・兵員輸送型。
M998 HMMWV Avenger
対空型。アベンジャーシステム搭載。
M1025
武装型、装甲付き。機銃をルーフに搭載。
M1026
武装型、装甲付き。機銃をルーフに搭載。ウインチ増備。
M1035
野戦救急車型、非装甲。
M1036 HMMWV
TOW対戦車ミサイル搭載型。ウインチ増備。
M1037
S-250電子器材輸送型。
M1038
貨物・兵員輸送型。ウインチ増備。
M1042
S-250電子器材輸送型。ウインチ増備。
M1043
武装型、装甲強化。機銃をルーフに搭載。
M1044
武装型、装甲強化。機銃をルーフに搭載。ウインチ増備。
M1045
TOW対戦車ミサイル搭載型。装甲強化。
M1046
TOW対戦車ミサイル搭載型。装甲強化。ウインチ増備。
M1069
M119 105mm榴弾砲牽引型。
M1097
重量型。車体が大型化し、積載量が増加。
M1097 HMMWV Avenger
対空型。アベンジャーシステム搭載。
M1109
重装甲型。

### 能力向上型
M1113
M1097A2をベースにした拡張型シャーシの基本モデル。
M1114
ポリカーボネート製フロントウィンドウ、ケブラー装甲を備えた、7.62mm徹甲弾・155mm榴弾弾片・5kg級対車輌地雷に耐える防護仕様車。
旧モデルに比べ自重が倍増した代わりに、エンジンもターボ付き190馬力に強化されている。M1113の防盾付き機銃または擲弾発射器をリングマウントに搭載。
M1116
M1114のアメリカ空軍統合末端攻撃統制官向け。
M1123
重量型。
M1121
TOW対戦車ミサイル搭載型。
M1145
アメリカ空軍の統合末端攻撃統制官向け。装甲付き。
M1151
キャビン上部に銃座を備えた車両。増加装甲を取り付け可能。
M1152
2人乗りの輸送型。荷台には8人が搭乗可能。
M1165
指揮や警備向けの4人乗り車両。
M1167
キャビン上部にTOWミサイルを装備した車両。

### 派生型
M707 Knight
M1025A2の偵察型。

## 運用国
- アフガニスタン
- アルバニア
- アルジェリア
- アルゼンチン
- バーレーン
- ボスニア・ヘルツェゴビナ
- ボリビア
- ボツワナ
- ブルガリア
- カナダ
- チャド
- チリ
- コロンビア
- クロアチア
- チェコ
- デンマーク
- ジブチ
- ドミニカ国
- エルサルバドル
- エクアドル
- エジプト[18]
- エチオピア

- ジョージア
- ギリシャ
- ホンジュラス
- ハンガリー
- イラク
- イスラエル
- カザフスタン[19]
- クウェート
- ヨルダン
- ケニア
- ラトビア[20]
- レバノン
- リビア
- リトアニア[21]
- ルクセンブルク
- 北マケドニア
- メキシコ
- モナコ
- モンゴル
- モンテネグロ
- モロッコ
- ニュージーランド
- ノルウェー

- パナマ
- オマーン
- ポーランド
- ペルー
- ポルトガル
- 中華民国（台湾）
- ルーマニア
- サウジアラビア
- セルビア
- スロバキア
- スロベニア
- スペイン
- スーダン
- タンザニア
- タイ
- チュニジア
- ウクライナ
- アラブ首長国連邦
- アメリカ合衆国
- ウガンダ
- ベネズエラ
- イエメン

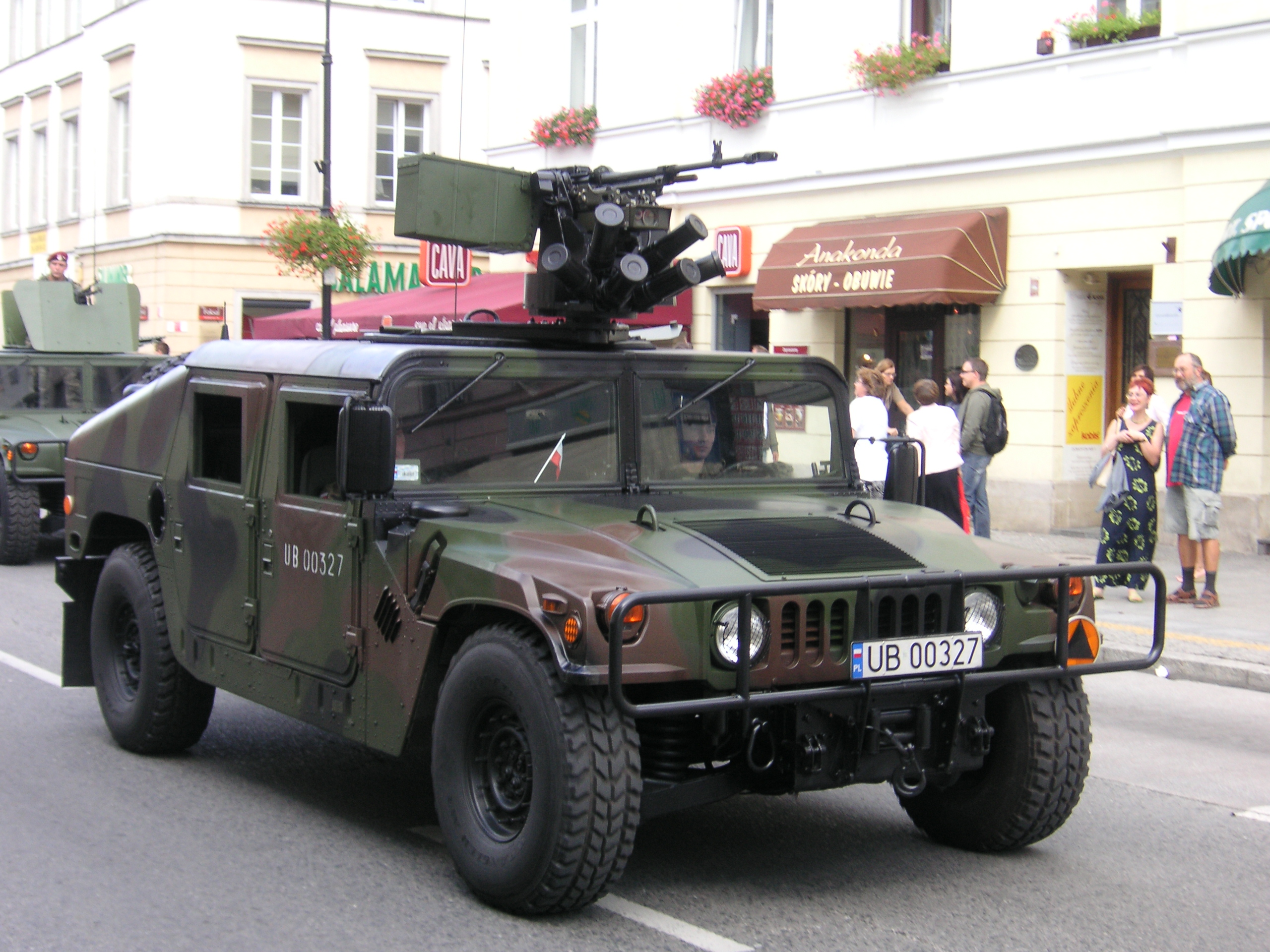
ポーランド陸軍の車両。キャビン上に搭載されているのはWKM-B RWS。
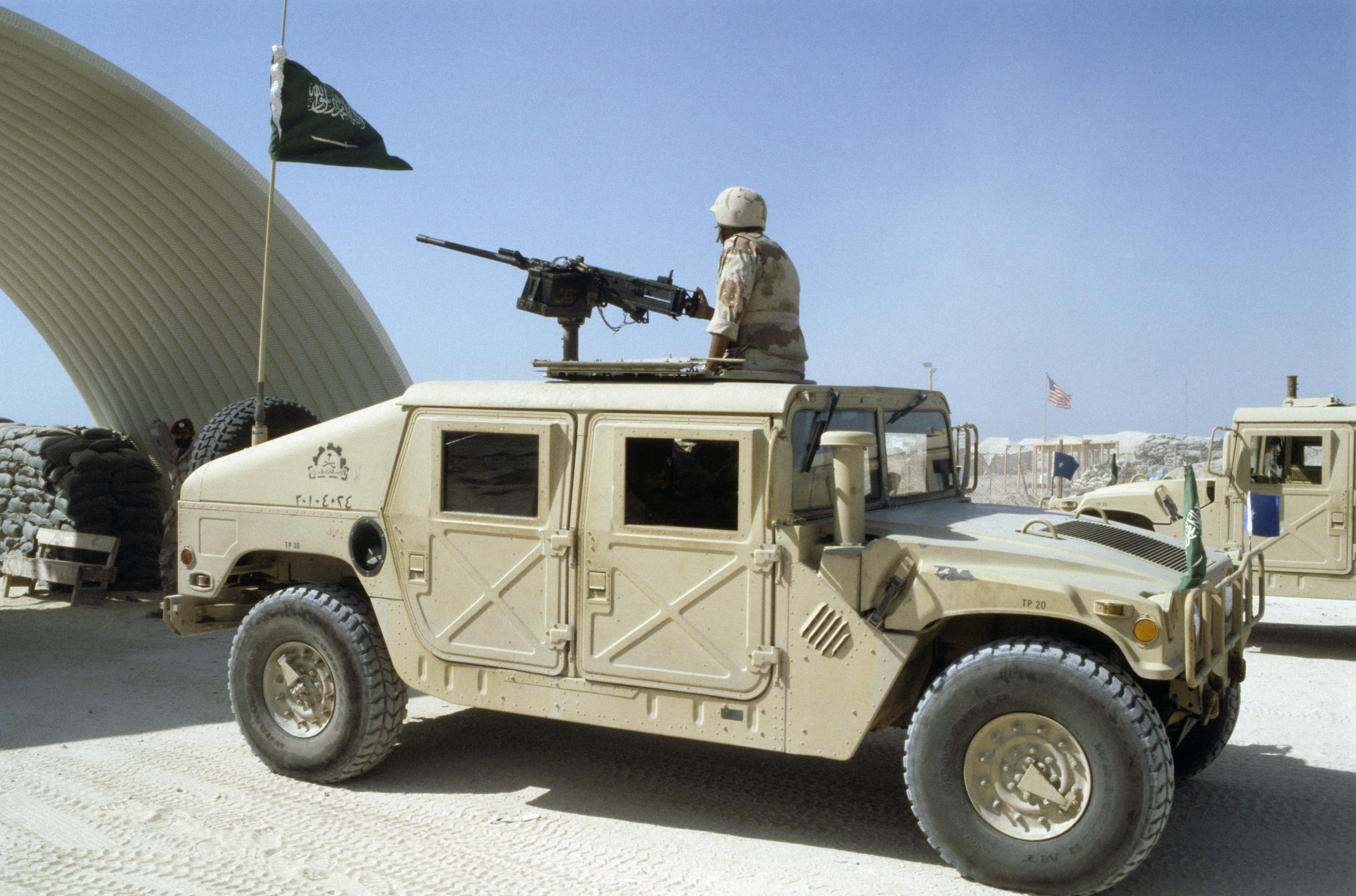
サウジアラビア陸軍の車両。M2重機関銃が搭載されている。
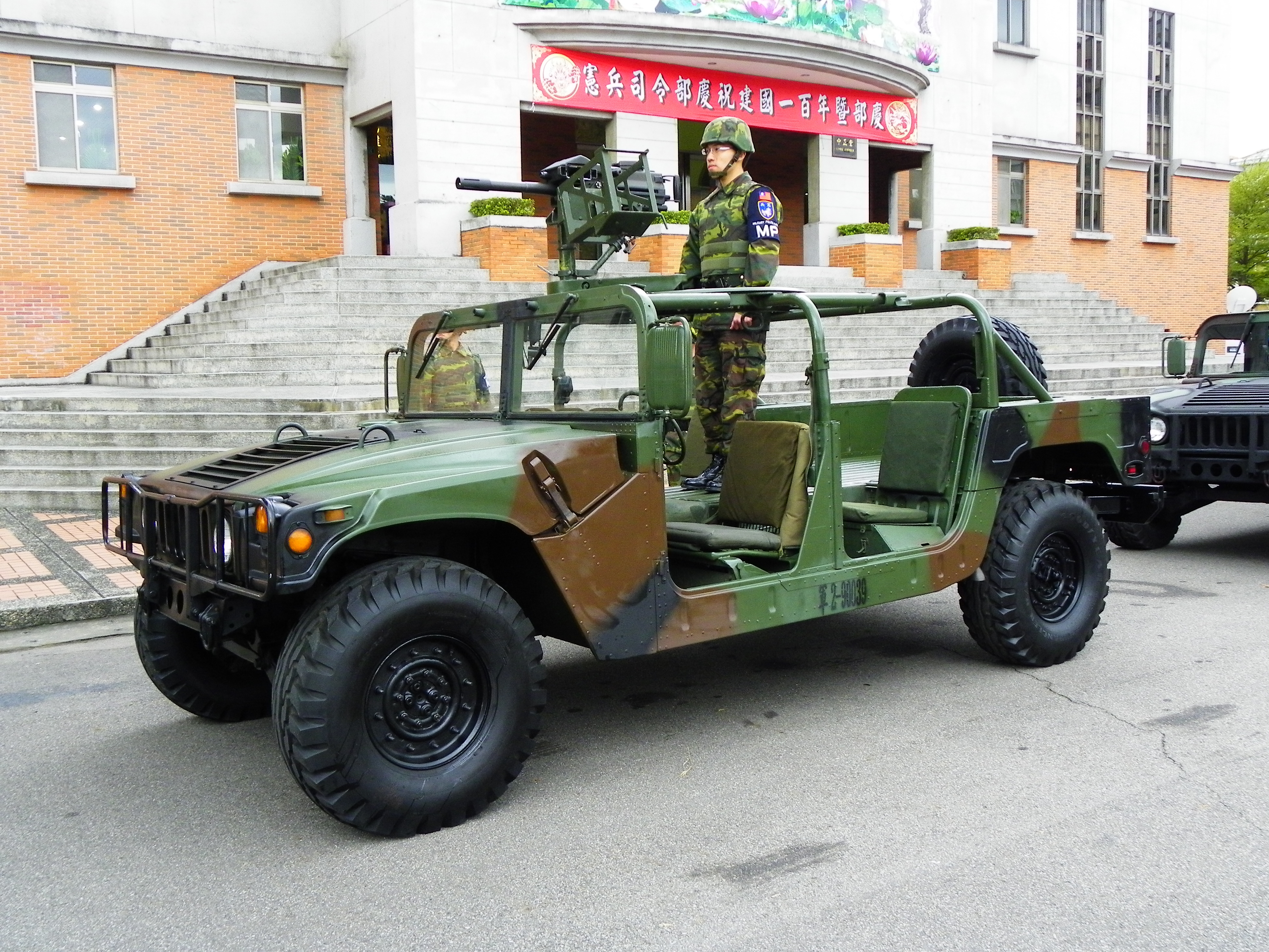
台湾憲兵の車両。Mk19 自動擲弾銃が搭載されている。（2011年）
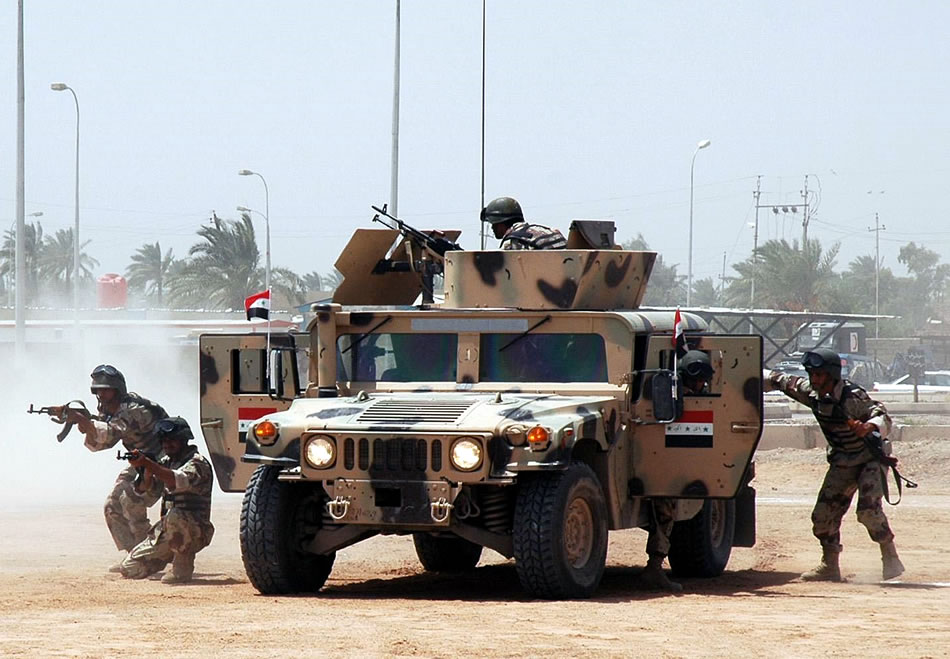
イラク治安部隊の車両。キャビン上のターレットリンクは装甲板で覆われ、PKM機関銃が搭載されている。
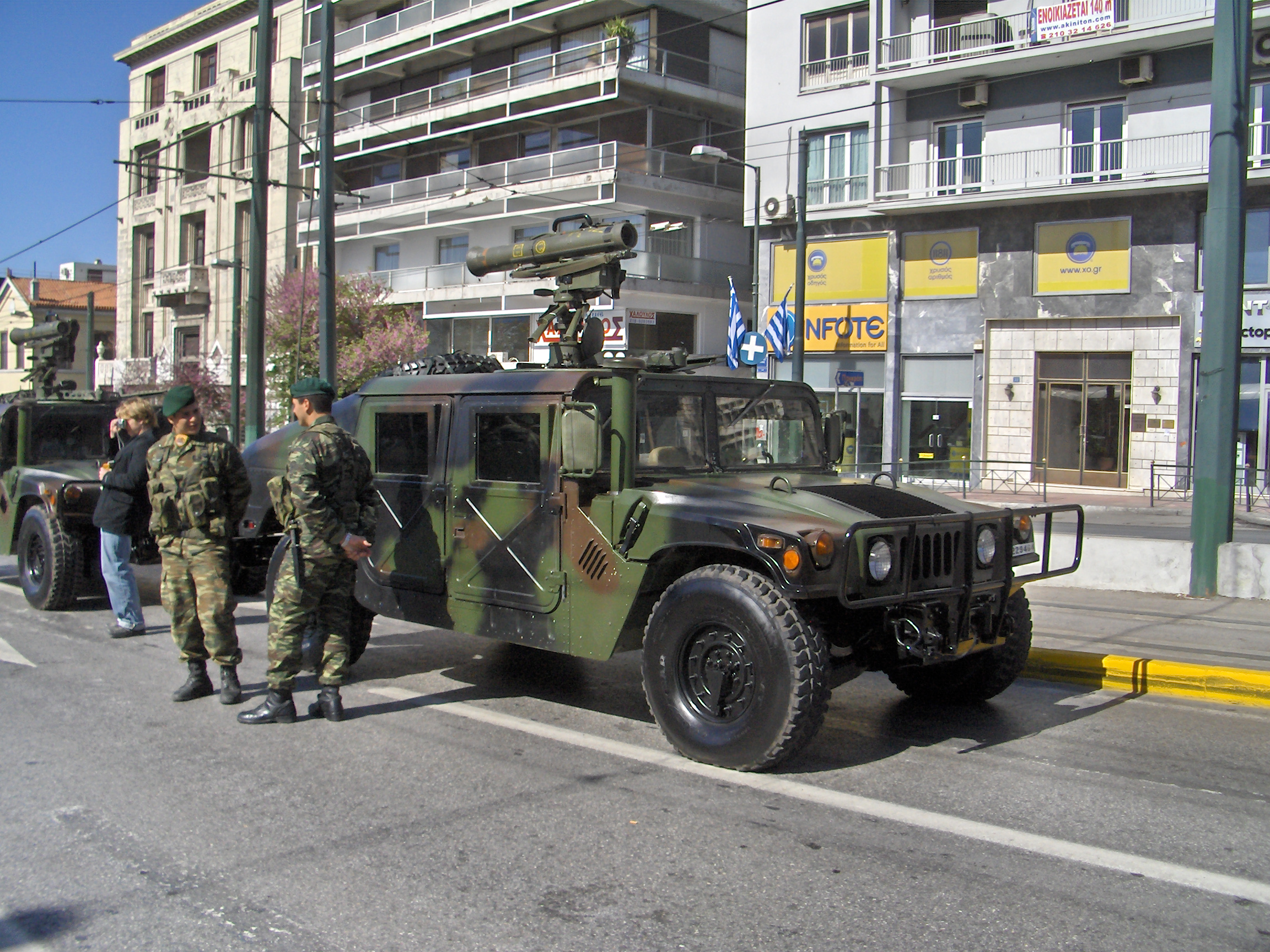
ギリシャ陸軍の車両。ミラン対戦車ミサイルを搭載している。
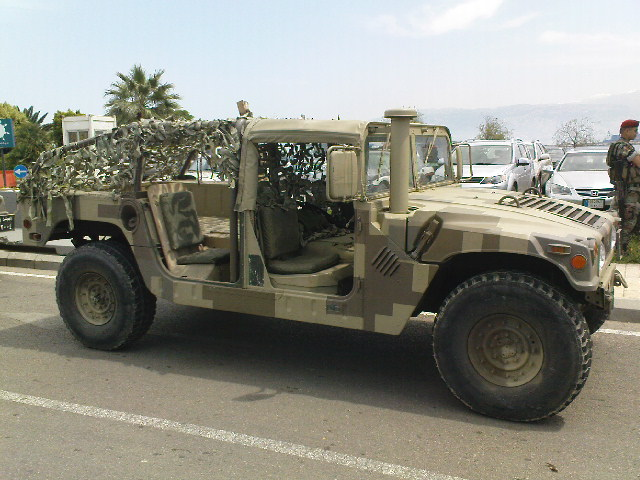
デジタル迷彩を施されたレバノン軍の車両。
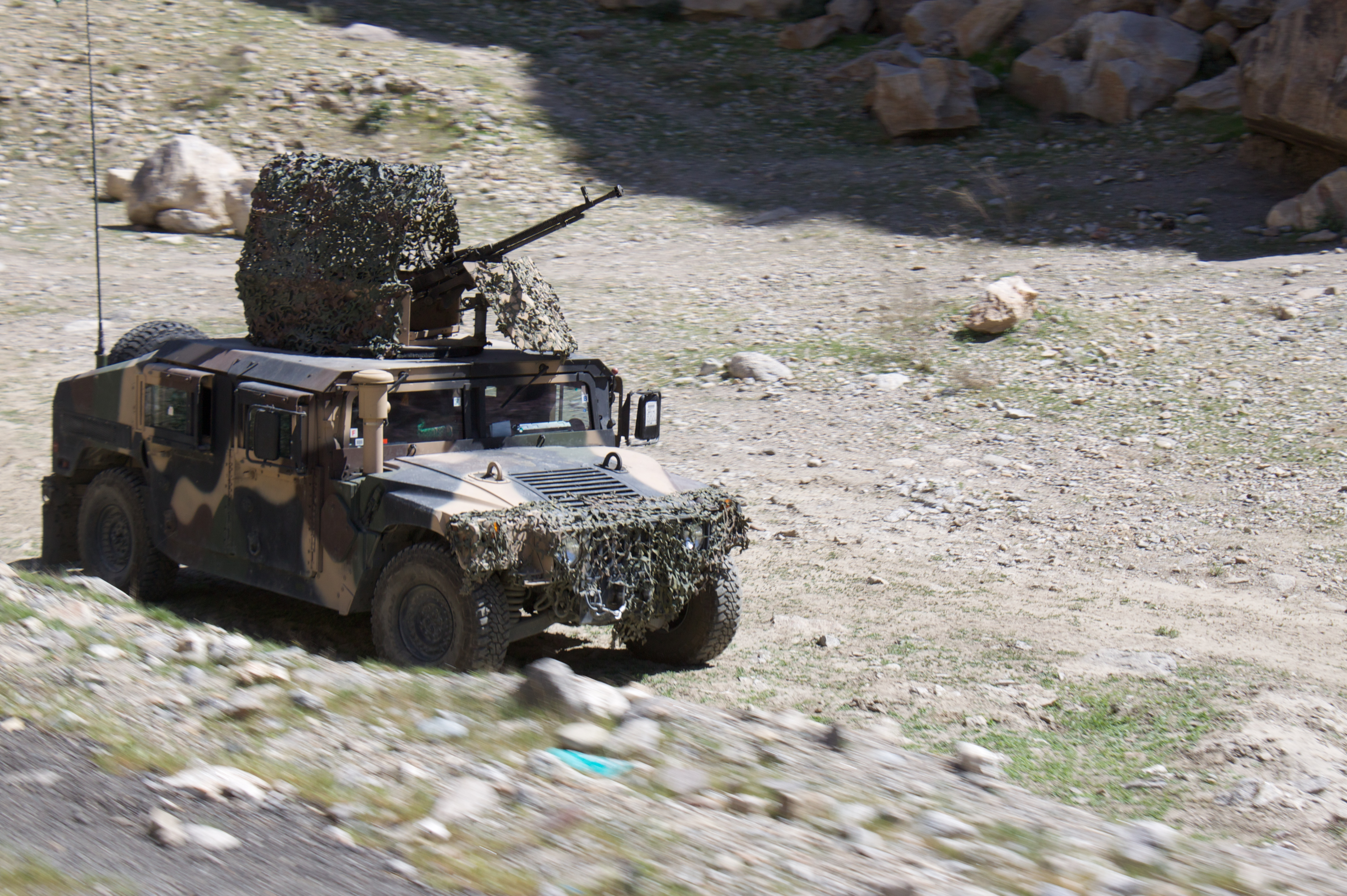
銃塔に偽装を施したアフガニスタン政府軍のM1151。2010年、カブールとジャララバード間の移動中。
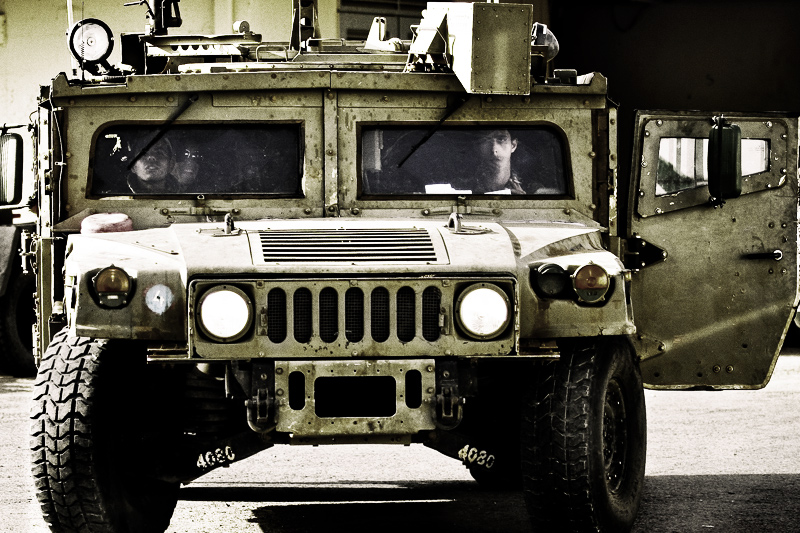
イスラエル国防軍の装甲強化型車両。
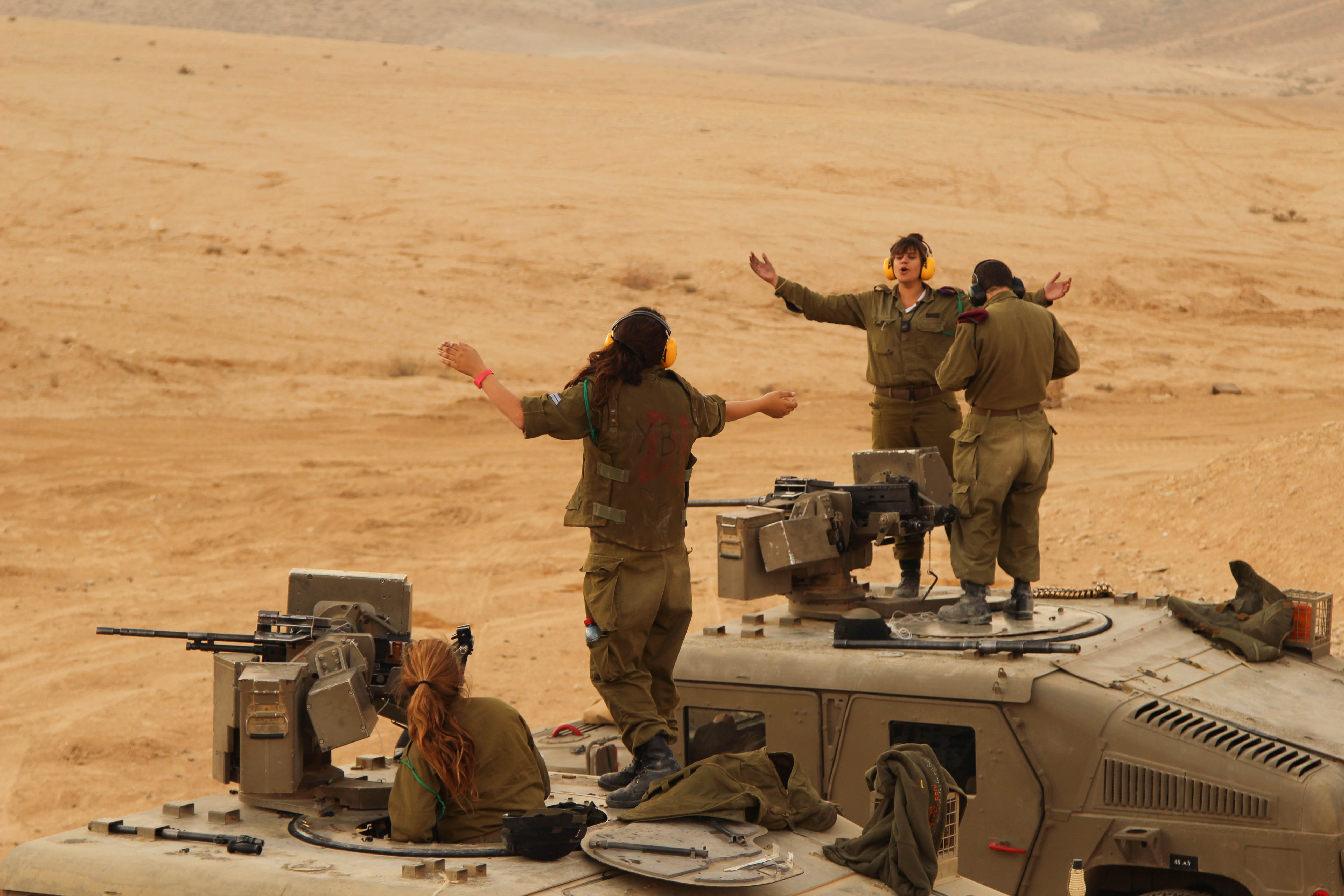
ラファエル製のサムソンRWCSを装着したイスラエル国防軍のM1114。
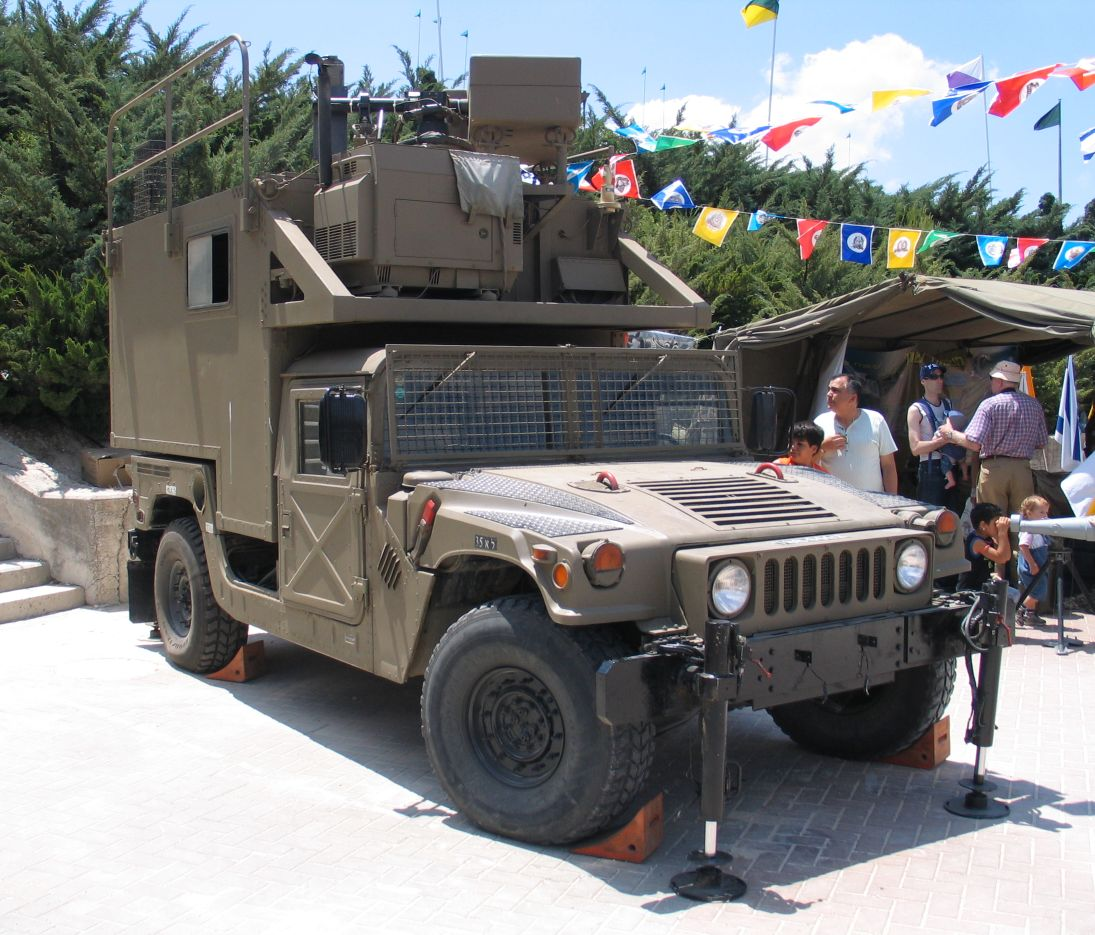
観測機材を搭載したイスラエル陸軍戦闘情報収集科の車両"ラクーン"。
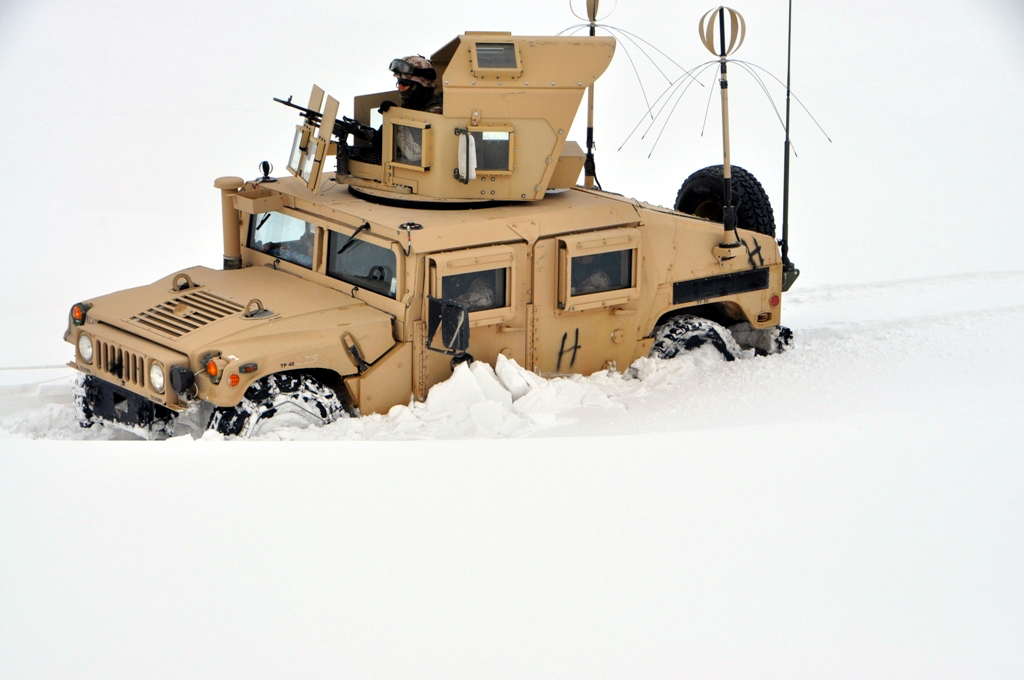
ISAF部隊としてアフガニスタンで活動するリトアニア軍のM1151。OGPKにFN-MAGを装備している。
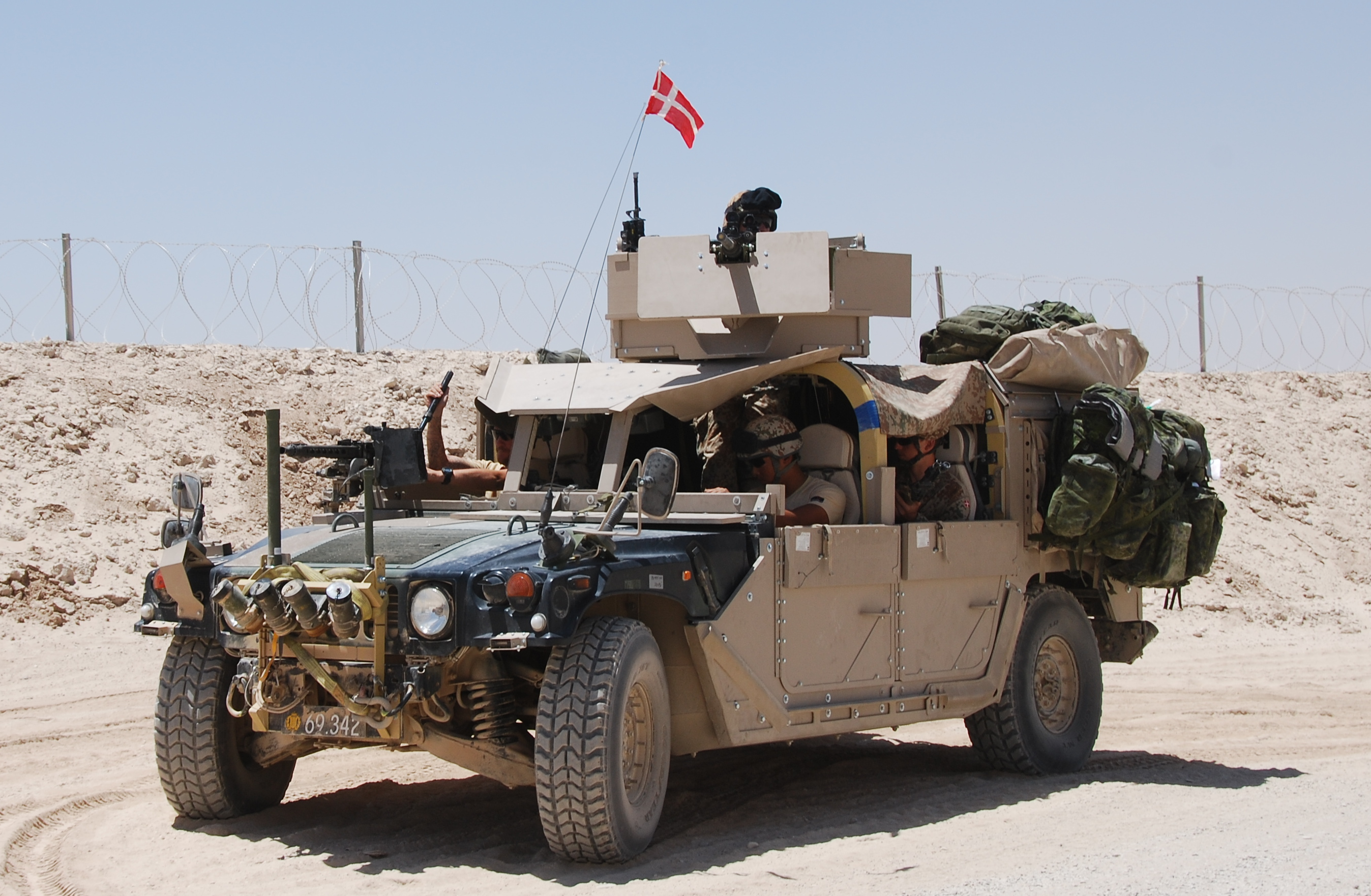
アフガニスタンに派遣されたデンマーク軍の装甲ハンヴィー "Jülkat"。
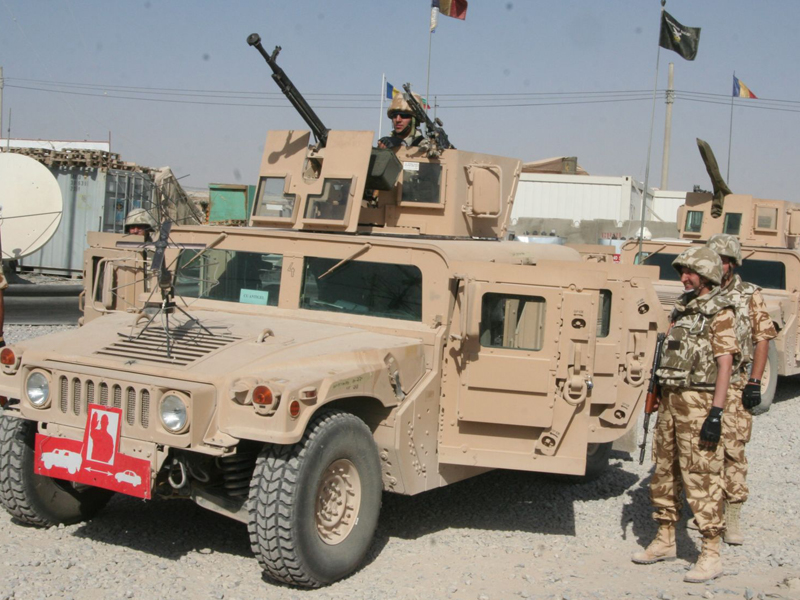
アフガニスタンに派遣されたルーマニア軍の装甲ハンヴィー。OGPKにDShK38重機関銃を装備している。
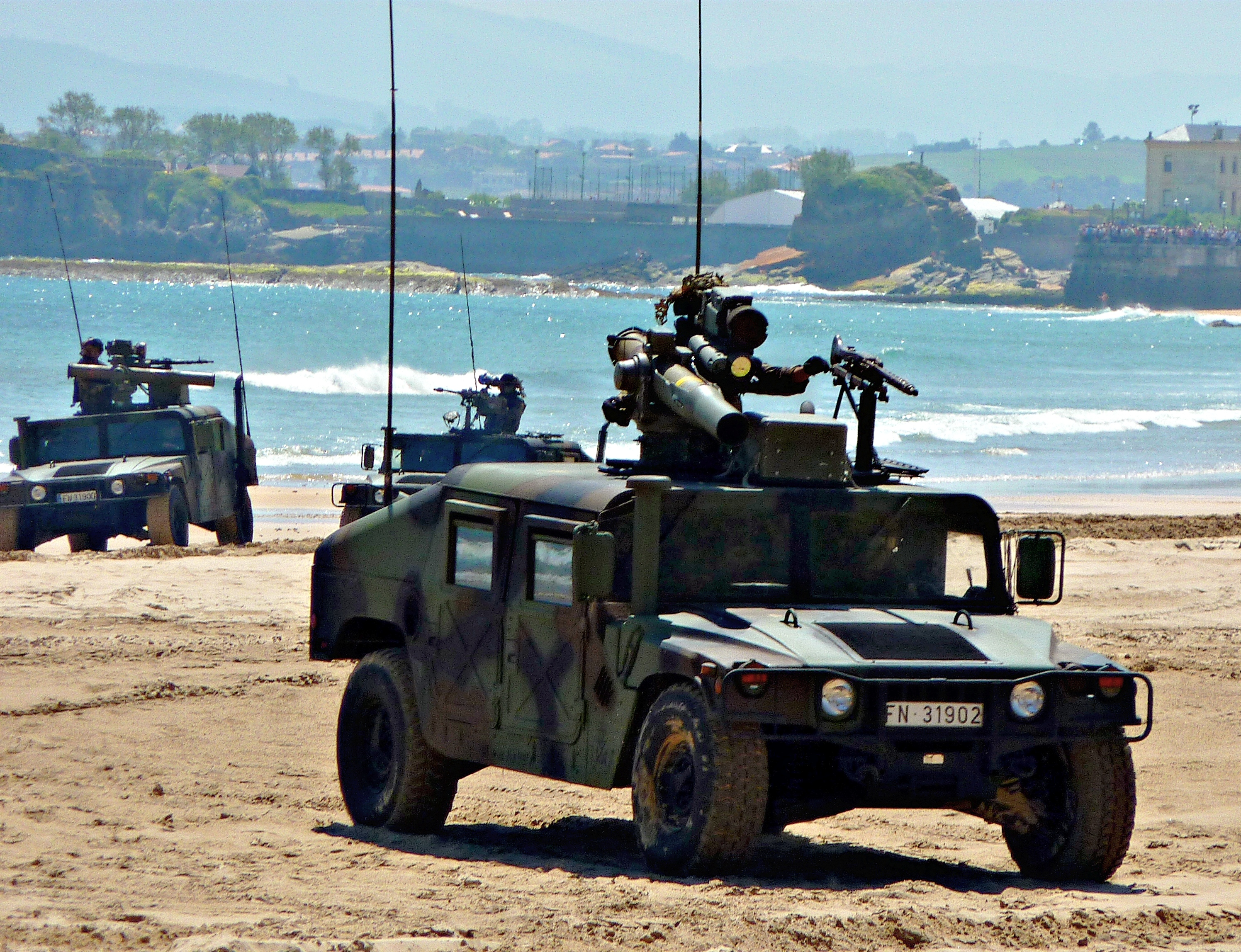
BGM-71 TOW対戦車ミサイルとMG3を装備したスペイン海兵隊（英語版、スペイン語版）の車両。
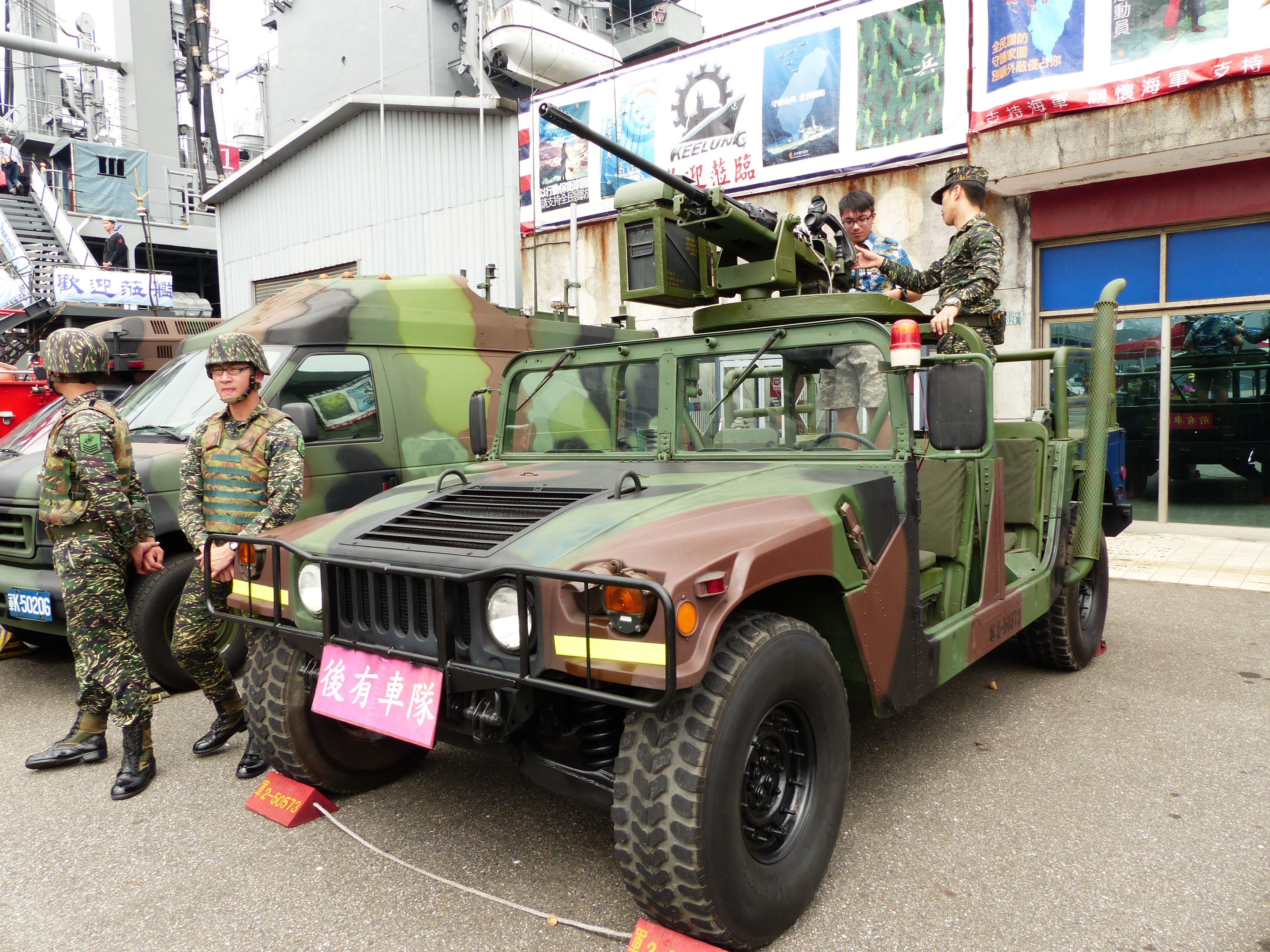
T-75M 20mm砲を搭載した中華民国海軍陸戦隊の車両。

## 類似する車両
日本
- 高機動車 - 1993年から陸上自衛隊への配備が始まった日本版ハンヴィー。民生仕様車もトヨタ・メガクルーザーとして発売された。

 スペイン
- VAMTAC - 車体デザインも類似する。

 フランス
- シェルパ（フランス語版） - 2006年にルノーが開発した装甲車。車体デザインも類似している。

 ロシア連邦
- GAZ-2330 ティーグル - "ロシア版ハンヴィー"とも呼ばれる装輪式軍用車両/軽装甲装輪装甲車。

 中華人民共和国
- 東風 EQ2050 - 東風汽車有限公司製。ハマー・H1をコピーして製造されたとされる中国版ハンヴィー[22]。輸出もされている。

 スイス
- イーグル - ハンヴィーのシャーシをベースに設計された軽装甲車。

 トルコ
- コブラ - ハンヴィーと同じシャーシをベースに設計された軽装甲車。